# Balegar
Balegar takođe kotrljan ili prašinar kakvog mi znamo je crna zaobljena buba snažne građe, koja se hrani balegom sisara i u nju polaže jaja. Ima ih više stotina vrsta. Oni su važan deo ekosistema jer ga čiste od otpadaka. Mužjaci i ženke su dugi od 1 do 3 centimetara. Prednje noge su im prilagođene za kopanje. Postoje brojne vrste balegara. Mogu osetiti miris balege iz znatne udaljenosti i tada su u stanju da u jednom letu prelete i nekoliko kilometara. Često ih noću privlače svetla.
Stari Egipćani su iskazivali poštovanje prema jednoj vrsti balegara - skarabeju (Scarabaeus sacer). U staroegipatskoj religiji balegarovo kotrljanje kuglice izmeta po pesku bila je metafora za put sunca po nebu.
Ono po čemu se naročito razlikuju od ostalih insekata je sposobnost balegara da podignu teret koji je teži od njih samih. Na Univerzitetu Kvin Meri u Londonu obavljen je neobičan eksperiment. Za leđa balegara zalepljen je konac kojim je bila vezana posuda. U nju je postepeno sipana voda sve dok je insekt bio u stanju da je vuče. Tim eksperimentom utvrđeno je da je balegar u stanju da vuče teret 1.141 put veći od sopstvene težine.